# Capgaronnita
La capgaronnita es un mineral, sulfuro de plata y mercurio con cloro. Fue descrita por primera vez en ejemplares procedentes de la mina de Cap Garonne,  Le Pradet,  Var, Provenza-Alpes-Costa Azul (Francia), que consecuentemente es la localidad tipo. El nombre deriva precisamente de la mina en la que se encontró por primera vez.

## Propiedades físicas y químicas
La capgaronnita es un sulfuro de plata y mercurio, con cloro. El cloro suele estar substituido en una parte significativa por bromo y también, en menor proproción, por yodo. Se encuentra como microcristales de color negro, extremadamente pequeños. Es el dimorfo rómbico de la iltisita, que es hexagonal.

## Yacimientos
La capgaronnita es un mineral secundario, producido por alteración de sulfuros de plata y mercurio, especialmente tennantita, en presencia de halógenos. En la localidad tipo aparece asociada fundamentalmente a perroudita. Es un mineral raro, conocido solamente en una decena de localidades en el mundo. Además de en la localidad tipo, se ha encontrado en diversas localidades de Alemania. En Chile, se ha encontrado en el distrito minero de Chanarcillo. Es posible que la tocornalita descrita por Ignacio Domeyko  sea en realidad capgaronnita. En España se ha encontrado capgaronnita como microcristales semejantes a los de la localidad tipo en la mina Las Cocotas, en Tíjola (Almería).  También se ha identificado como capgaronnita un mineral que forma microcristales aciculares amarillos en la mina La Cena del Depósito, en Cerro Minado, Huércal Overa (Almería).